# Apollo 9
Apollo 9 a fost primul zbor uman al modulului de comandă și serviciu (CSM) împreună cu modulul lunar (LM) din cadrul programului Apollo. Echipajul său de trei oameni, format din comandantul misiunii Jim McDivitt, pilotul modulului de comandă David Scott, și pilotul modulului lunar Rusty Schweickart a testat mai multe aspecte critice pentru aselenizare, inclusiv motoarele modulului lunar, sistemele portabile de întreținere a vieții, sistemele de navigare, și manevrele de conectare. Misiunea a fost a doua misiune umană lansată cu o rachetă Saturn V, și a fost a treia misiune umană a programului Apollo.
După lansarea de la 3 martie 1969, echipajul a petrecut zece zile pe o orbită joasă în jurul Pământului. Cei trei au efectuat primul zbor uman al modulului lunar, prima conectare și extragere a unui modul lunar, o ieșire în spațiu în doi, și prima conectare a două nave spațiale cu echipaj uman. Misiunea a demonstrat că modulul lunar este pregătit pentru zborul spațial uman. Alte teste, efectuate în cadrul misiunii Apollo 10, aveau să pregătească modulul lunar pentru scopul său suprem, aselenizarea.